# Elena Kong
Elena Kong Mei-yee (en chino: 江美儀; 20 de septiembre de 1971) es una actriz, DJ de radio y presentadora de Hong Kong.
Elena comenzó su carrera en la industria del entretenimiento como modelo después de ser explorada y apareció en varios comerciales de televisión durante la década de 1990. También participó en algunos de los vídeos musicales de Andy Lau. Después de unirse a Asia Television Limited (ATV) en 1997, obtuvo su primer papel como protagonista de televisión en el drama Forrest Cat. Dejó ATV en 2008. En 2009, Elena se unió a Television Broadcasts Limited (TVB), y apareció en más de 15 series en TVB.
Elena también trabaja actualmente como DJ de radio en Digital Broadcasting Corporation Hong Kong Limited (DBC).

## Filmografía

### Películas
| Título                           | Año  | Papel                        | Notas               |
| -------------------------------- | ---- | ---------------------------- | ------------------- |
| Nine Girls and a Ghost           | 2002 | Compañera de To              |                     |
| Happy Go Lucky                   | 2003 | Connie                       |                     |
| The Two Individual Package Women | 2003 | Helena Kim                   |                     |
| Lost in Time                     | 2003 | Hermana Siu-wai              |                     |
| Haunted Office                   | 2004 |                              |                     |
| Driving Miss Wealthy             | 2004 | Debbie                       | Voz (sin acreditar) |
| One Nite in Mongkok              | 2004 | La mujer en un club nocturno |                     |
| The Incredibles                  | 2004 | Mirage                       | Voz en off cantonés |
| Crazy n' the City                | 2005 |                              |                     |
| My Name is Fame                  | 2006 | Joven médico                 |                     |
| Confession of Pain               | 2006 | Sra. Lau                     |                     |
| Forget Me Not                    | 2007 |                              |                     |
| W.                               | 2008 | Reportero                    |                     |
| Vengeance                        | 2009 | Wolf's wife                  |                     |
| The Drunkard                     | 2010 | Lily                         |                     |
| Mr. & Mrs. Incredible            | 2011 |                              | Voz                 |
| Punished                         | 2011 | La madre de Daisy            |                     |
| A Beautiful Life                 | 2011 |                              |                     |
| Demon 2                          | 2011 |                              |                     |
| Una vida sencilla                | 2011 |                              |                     |
| Mr. and Mrs. Gambler             | 2012 |                              |                     |
| Bends                            | 2013 |                              |                     |
| A Secret Between Us              | 2013 |                              |                     |
| Golden Chicken SSS               | 2014 |                              |                     |

### Dramas de televisión
| Título                          | Año  | Papel                              | Notas                                                                        |
| ------------------------------- | ---- | ---------------------------------- | ---------------------------------------------------------------------------- |
| Forrest Cat                     | 1997 | Connie Hong Chun-ming              |                                                                              |
| My Brother, My Mum              | 1997 | Ng Sin-yee                         |                                                                              |
| A Lawyer Can Be Good            | 1998 | Yuen Fong-yu                       |                                                                              |
| Forrest Cat II                  | 1999 | Mandy Lee Man-yee                  |                                                                              |
| My Date with a Vampire II       | 1999 | Black Rain                         |                                                                              |
| Showbiz Tycoon                  | 2000 | Yiu Chor-sau                       |                                                                              |
| Hong Kong Yat Kar Yan           | 2000 |                                    |                                                                              |
| A Dream Named Desire            | 2000 | Bobo Szema Po-kam                  |                                                                              |
| Sun Dong Po                     | 2000 | Lau Yuet-mei                       |                                                                              |
| Thank You, Grandpa              | 2001 | Tung On-lai                        |                                                                              |
| Lady Stealer                    | 2002 | Sin Sin                            |                                                                              |
| Yau Kau Bit Ying                | 2002 | Lui Wai-on                         |                                                                              |
| Project Ji Xiang                | 2002 | Dai Lai-hing                       |                                                                              |
| Thunder Cops                    | 2002 | Fong Wing                          |                                                                              |
| Light of Million Hopes          | 2003 | Wan Yuet-ha / Wan Yuet-chu         |                                                                              |
| Hong Kong Special Cases         | 2006 | Lui Wing-hor                       | Episodes 19-21                                                               |
| Mah Jong Gathering              | 2007 | Money                              |                                                                              |
| Flaming Butterfly               | 2008 | Lui Pik-chu                        |                                                                              |
| C'est La Vie, Mon Chéri         | 2008 | Ma Man-lai                         |                                                                              |
| The Season of Fate              | 2010 | Tse Yuen-kwan                      |                                                                              |
| Suspects in Love                | 2010 | Bonnie                             |                                                                              |
| Beauty Knows No Pain            | 2010 | Angela "Angela Auntie" Hung San-wu | Nominado — Premio Aniversario TVB 2010 a la Mejor Actriz de Reparto (Top 5)  |
| No Regrets                      | 2010 | Chiu Tung-nei                      |                                                                              |
| Gun Metal Grey                  | 2010 | Rose Chow Chi-lun                  | Invitado Especial (Episodios 3, 4, 24-26)                                    |
| Dropping by Cloud Nine          | 2011 | La madre de Ling                   | Invitado Especial (Episodio 9)                                               |
| Only You                        | 2011 | Fong Miu-kuen                      | Invitado Especial (Episodios 14-15)                                          |
| Lives of Omission               | 2011 | Yuen Kwan-lam                      | Nominado — Premio Aniversario TVB 2011 a la Mejor Actriz de Reparto (Top 5)  |
| River of Wine                   | 2011 | Ting Ka-pik                        | Nominado — Premio Aniversario TVB 2011 a la Mejor Actriz (Top 5)             |
| Curse of the Royal Harem        | 2011 | Consort Dowager Shun               |                                                                              |
| Daddy Good Deeds                | 2012 | Sheh Chi-man                       | Invitado Especial (Episodio 17)                                              |
| Tiger Cubs                      | 2012 | Jenny Yu Hok-yan                   | Episodios 3-4                                                                |
| Ghetto Justice II               | 2012 | Jenny Wai Tsan-nei                 | Episodios 2-5, 7-9                                                           |
| Silver Spoon, Sterling Shackles | 2012 | Yvonne Yik Yi-fong                 | Nominado — Premio Aniversario TVB 2012 a la Mejor Actriz de Reparto (Top 10) |
| Triumph in the Skies II         | 2013 | Heather Fong ("Head姐")            | Ganó - Premio Aniversario TVB 2013 a la Mejor Actriz de Reparto              |
| Bounty Lady                     | 2013 | Yuen Sum                           |                                                                              |